# Jagdgeschwader 234
Das Jagdgeschwader 234 war ein Verband der Luftwaffe der Wehrmacht vor dem Zweiten Weltkrieg.

## Geschichte
Die I. Gruppe des Jagdgeschwaders 234 bildete sich am 15. März 1937 aus Teilen der III. Gruppe des Jagdgeschwaders 134 in Köln-Butzweilerhof (Lage). Ab dem 8. Juni 1937 war Köln-Ostheim (Lage) die Heimatbasis. Der II. Gruppe, die am 15. März 1937 in Düsseldorf aus Teilen des Jagdgeschwaders 134 aufgestellt wurde, folgte am 1. Juli 1938 die III. Gruppe, ebenfalls in Düsseldorf neu gebildet. Ein Geschwaderstab oder weitere Gruppen existierten nicht. Das Geschwader war anfangs mit der Arado Ar 68 und der Heinkel He 51C, ab Mai 1937 mit der Messerschmitt Bf 109B/D ausgestattet.
Am 1. November 1938 erhielten die I. und die II. Gruppe die neue Bezeichnung I. und II. Gruppe des Jagdgeschwaders 132. Die III. Gruppe firmierte in die I. Gruppe des Jagdgeschwaders 143 um. Damit hatte das Geschwader aufgehört zu bestehen.

## Gruppenkommandeure
I. Gruppe
- Hauptmann Walter Grabmann, 15. März 1937 bis 9. September 1938[4]
- Hauptmann Gotthard Handrick, 11. September 1938 bis 1. November 1938[5]

II. Gruppe
- Major Werner Rentsch, 15. März 1937 bis Mai 1937
- Major Gerhard Nielsen, Mai 1937 bis 31. Juli 1937[6]
- Oberstleutnant Eduard Ritter von Schleich, 1. August 1937 bis 30. September 1938[7]
- Hauptmann Werner Palm, 1. Oktober 1938 bis 1. November 1938[8]

III. Gruppe
- Hauptmann Karl-Heinz Leesmann, 1. Juli 1938 bis 1. November 1938